# Daniel Humm
Daniel Humm (* 21. September 1976 in Strengelbach) ist ein Schweizer Koch, Restaurant- und Hotelbesitzer.
Er ist Chef de Cuisine und Miteigentümer des Drei-Sterne-Restaurants Eleven Madison Park in New York City. Es ist das höchstpositionierte Restaurant in den Vereinigten Staaten und wurde von der James Beard Foundation als bestes Restaurant in den USA ausgezeichnet. 2017 kam es auf Platz 1 der Rangliste The World’s 50 Best Restaurants.
Ab Mai 2021 hat Humm im Eleven Madison Park vegan gekocht. Im August 2025 kündigt er an, wieder Fisch- und Fleischgerichte in sein Menu zu integrieren, auch wenn der allergrößte Teil des Menus weiterhin pflanzenbasiert sein wird.

## Leben
Daniel Humm begann als Schulabbrecher mit 14 Jahren eine vierjährige Kochlehre. Nach dem Abschluss arbeitete er bei Gérard Rabaey im Restaurant Le Pont de Brent, das mit drei Michelin-Sternen ausgezeichnet war. Seine erste Position als Chefkoch fand er im Gasthaus zum Gupf in Rehetobel (Appenzell Ausserrhoden), das unter ihm mit einem Michelin-Stern ausgezeichnet wurde.
2003 ging er nach San Francisco und wurde Küchenchef im Campton Place. 2006 wechselte Daniel Humm nach New York ins Eleven Madison Park, das durch ihn zum höchstklassierten Restaurant der USA avancierte. 2011 wurde die Auszeichnung des Guide Michelin von einem Stern auf drei erhöht. Seit 2012 ist Humm Mitbesitzer des Hotels NoMad in New York, das mit einem Stern im Guide Michelin verzeichnet ist.
Von Mitte 2019 bis Ende 2021 leitete er das Restaurant Davies and Brook im Claridge’s Hotel in London; er beendete sein Engagement, weil er die vegane Ausrichtung, die er im Mai 2021 im Eleven Madison Park einschlug, in London nicht verwirklichen konnte. Im Jahr 2022 wurde das Eleven Madison Park als erstes veganes Restaurant der Welt mit der Höchstnote von drei Michelin-Sternen ausgezeichnet.
Von Anfang 2022 bis November 2022 war Humm mit der Schauspielerin Demi Moore liiert.

## Auszeichnungen
- Guide Michelin – Drei Sterne, seit 2011[9][18]
- Chef Choice Award in The World’s 50 Best Restaurants 2015[19]
- Platz Nummer 1 im The World's 50 Best Restaurants für das Restaurant Eleven Madison Park 2017[2]
- The New York Times – Vier Sterne, 2009[7] und 2015[20]
- James Beard Foundation Award – Outstanding Chef, 2012
- James Beard Foundation Award – Best Chef: NYC, 2010
- Forbes Travel Guide – Fünf Sterne, seit 2010[21]

## Bücher
- zus. mit Will Guidara: I love New York. Mein New York Kochbuch. AT-Verlag, Aarau/München 2017, ISBN 978-3-03800-991-7.
- zus. mit Will Guidara: Nomad. Das Kochbuch. Matthaes Verlag, Stuttgart 2016, ISBN 978-3-87515-414-6.
- zus. mit Will Guidara: Eleven Madison Park. Das Kochbuch. Matthaes Verlag, Stuttgart 2012, ISBN 978-3-87515-072-8.